# Йохан Албрехт I (Золмс-Браунфелс)
Йохан Албрехт I фон Золмс-Браунфелс (на немски: Johann Albrecht I von Solms-Braunfels; * 5 март 1563 в Браунфелс, † 14 май 1623 в Хага) от Дом Золмс е граф на Золмс-Браунфелс в Браунфелс и Гамбах.
Той е син на граф Конрад фон Золмс-Браунфелс (1540 – 1592) и съпругата му графиня Елизабет фон Насау-Диленбург (1542 – 1603), дъщеря на граф Вилхелм I „Богатия“ фон Насау-Диленбург (1487 –1559).
Йохан Албрехт I се жени на 12 май 1590 г. в Браунфелс за графиня Агнес фон Сайн-Витгенщайн (* 18 април 1569; † 18 април 1617), дъщеря на граф Лудвиг I фон Сайн-Витгенщайн (1532 – 1605;) и втората му съпруга Елизабет фон Золмс-Лаубах (1549 – 1599).  Двамата имат единадесет деца.
На 8 февруари 1619 г. в Зимерн той се жени втори път за графиня Юлиана фон Насау-Диленбург (* 6 октомври 1565; † 4 октомври 1630), вдовица на вилд и рейнграф Адолф Хайнрих фон Салм-Даун (1557 – 1606), дъщеря на граф Йохан VI „Стари“ фон Насау-Диленбург (1536 – 1606) и първата му съпруга Елизабет фон Лойхтенберг († 1579). Бракът е бездетен.
Йохан Албрехт I става гросхофмайстер и най-тесен съветник на курфюрстовете Фридрих IV и Фридрих V фон Пфалц (наричаният бохемски зимен крал). Той умира на 14 май 1623 г. в Хага и е погребан там.

## Деца
От първия му брак с Агнес фон Сайн-Витгенщайн той има единадесет деца:
- Фридрих Казимир (1591 – 1595)
- Елизабет (1593 – 1637) ∞ 1619 г. Волфганг Фридрих фон Салм-Даун (1589 – 1638)
- Урсула (1594 – 1657) ∞ граф и бургграф Кристоф II фон Дона (1583 – 1637)
- Конрад Лудвиг (1595 – 1635) ∞ Анна Сибила фрайин фон Винебург-Байлщайн (1607 –1635)
- Юлиана (1597 – 1599)
- Йохан Албрехт II (1599 – 1647) ∞ Анна Елизабет фон Даун-Фалкенщайн (1615 – 1706)
- син */† 1600
- Амалия (1602 – 1625) ∞ 1625 г. Фридрих Хайнрих Орански (1584 – 1647)
- Фридрих (1604 – 1605)
- Йохан Филип (1605 – 1609)
- Лудовика Кристина (1606 – 1669) ∞ на 11 февруари 1638 г. в Хага за Йохан Волфарт ван Бредероде (1599 – 1655)